# Bišečki Vrh
Bišečki Vrh – wieś w Słowenii, w gminie Trnovska vas. W 2018 roku liczyła 191 mieszkańców.